# Mill

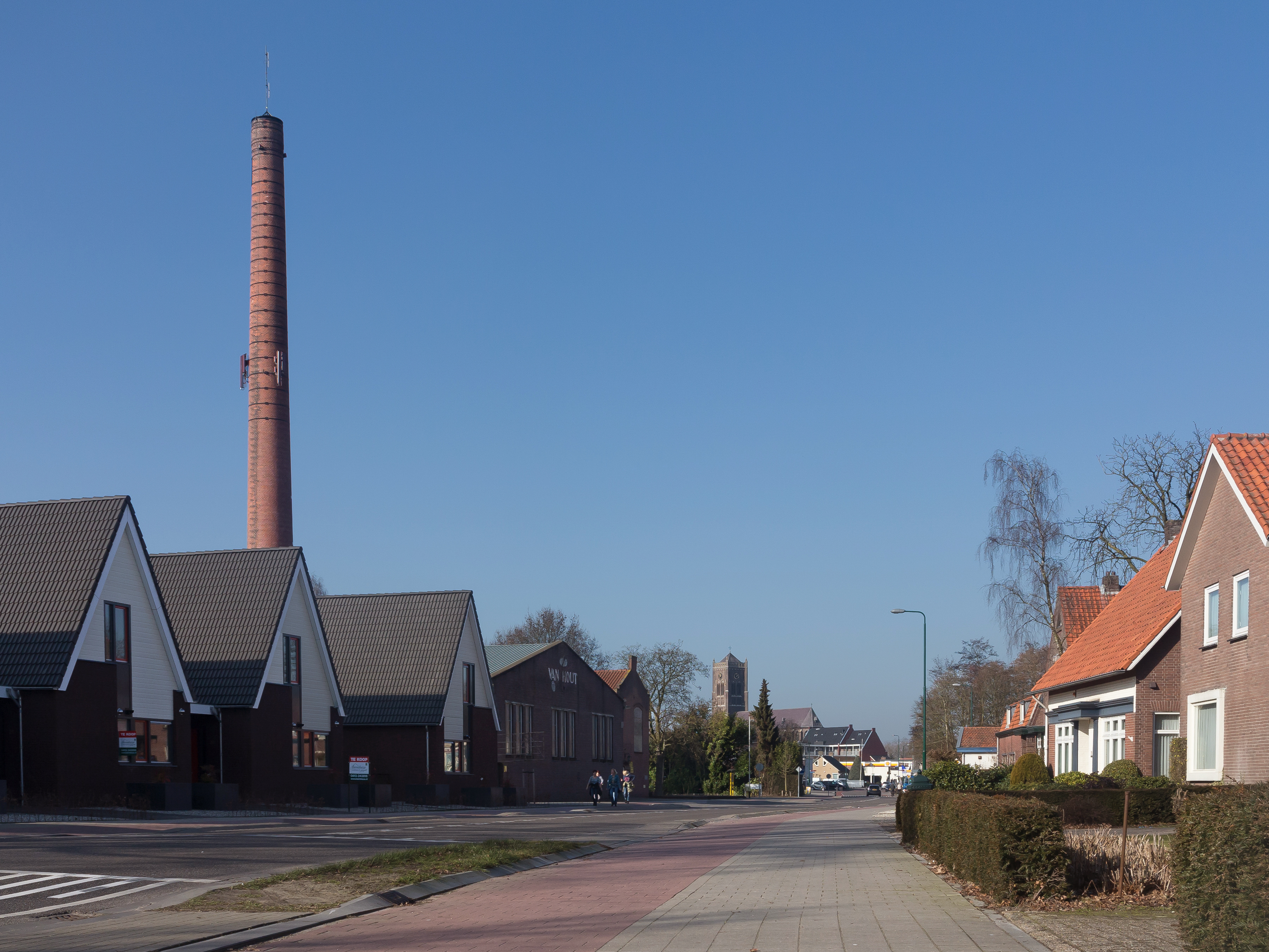
De stenen schoorsteen op het voormalig terrein van houtfabriek Van Hout

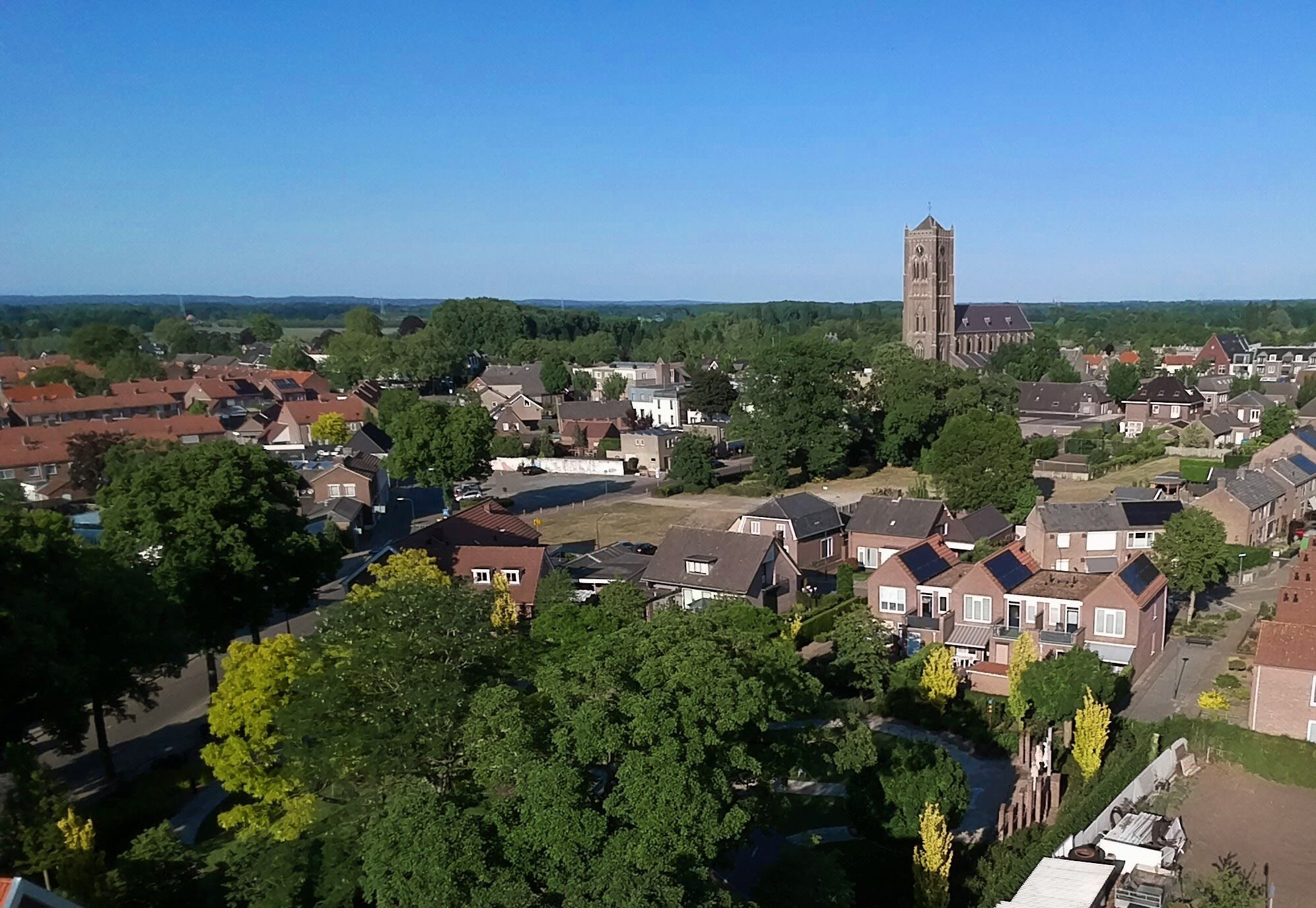
Mill in mei 2020

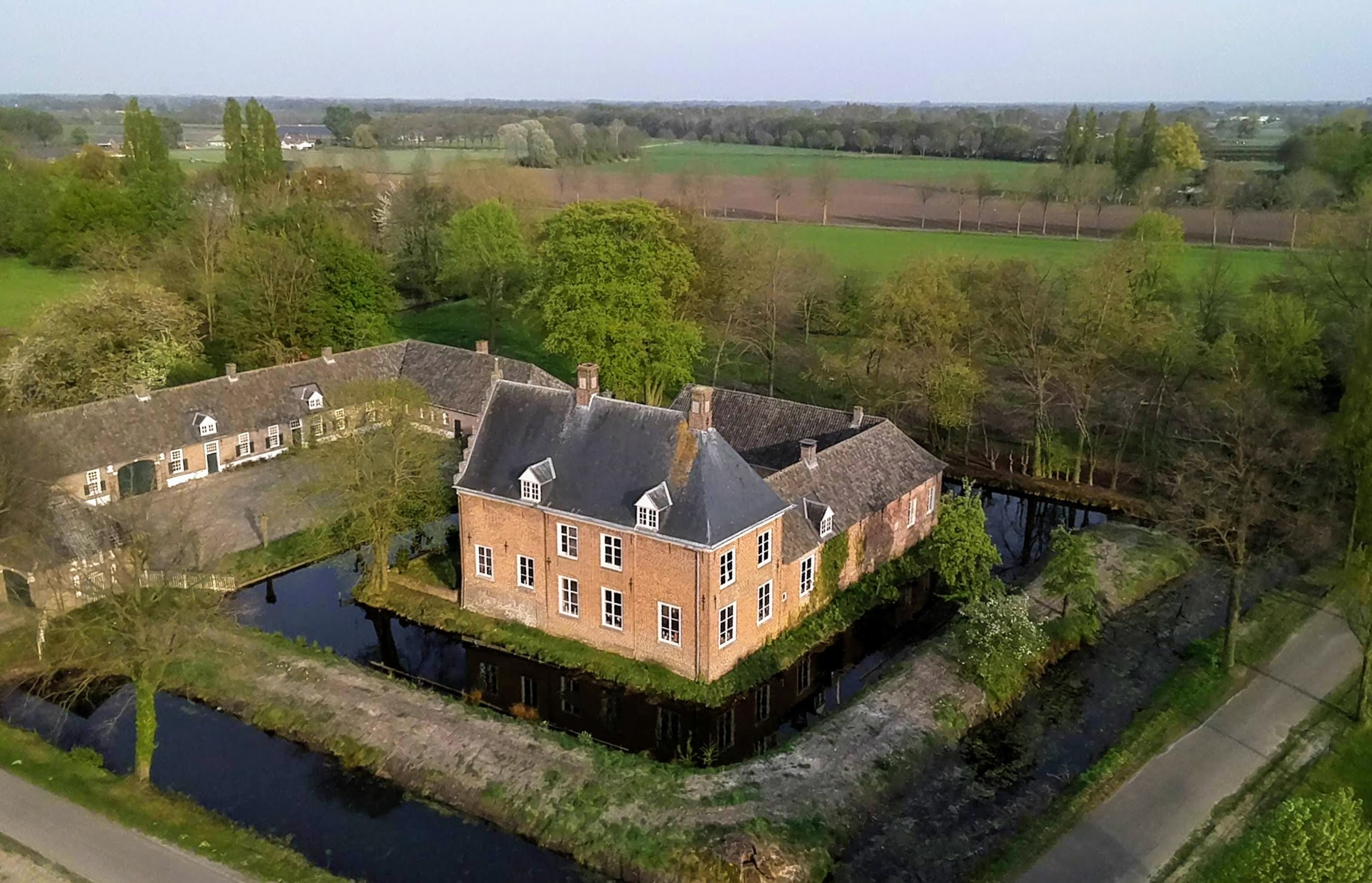
Kasteel Aldendriel

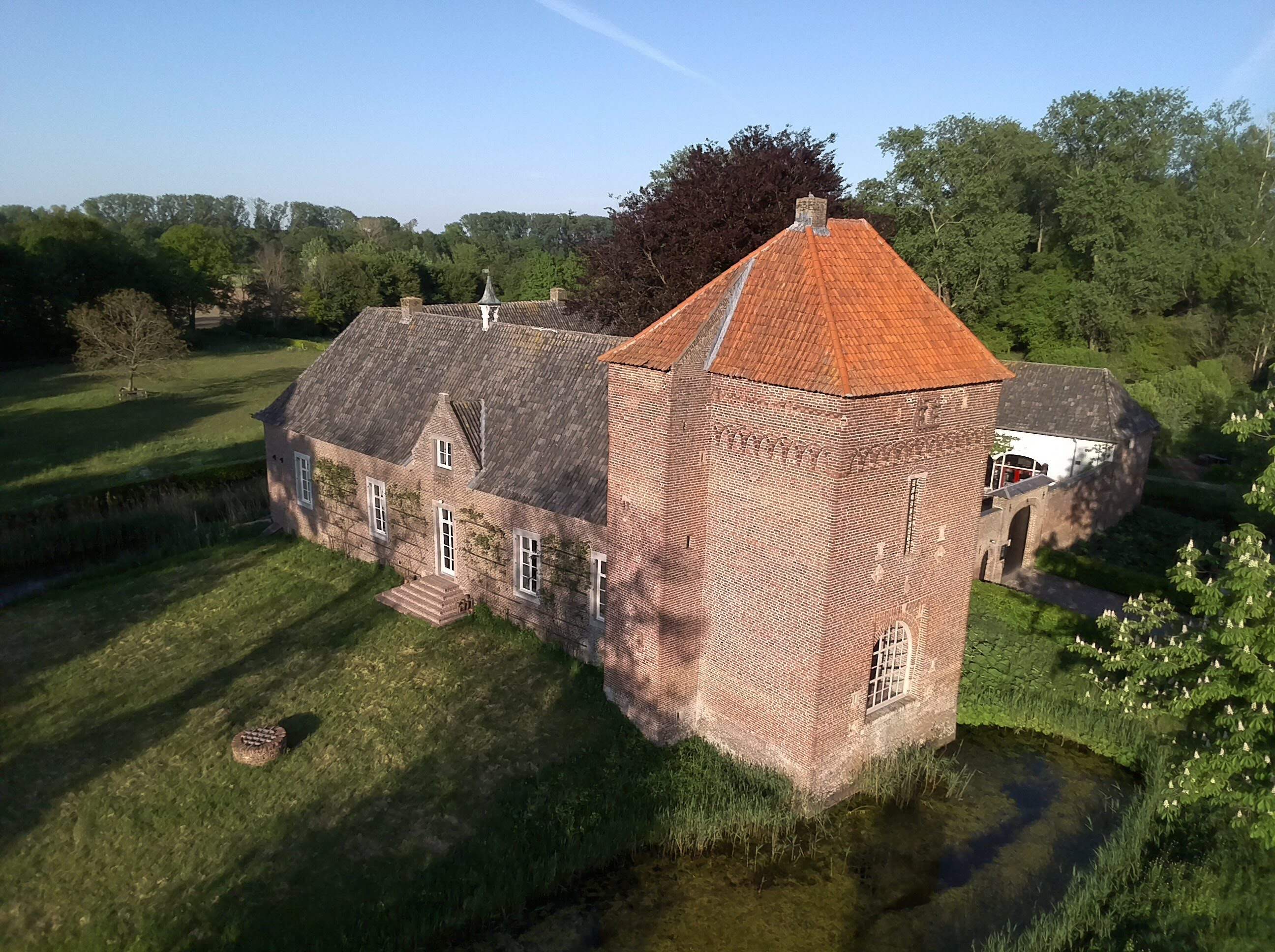
Kasteel Tongelaar

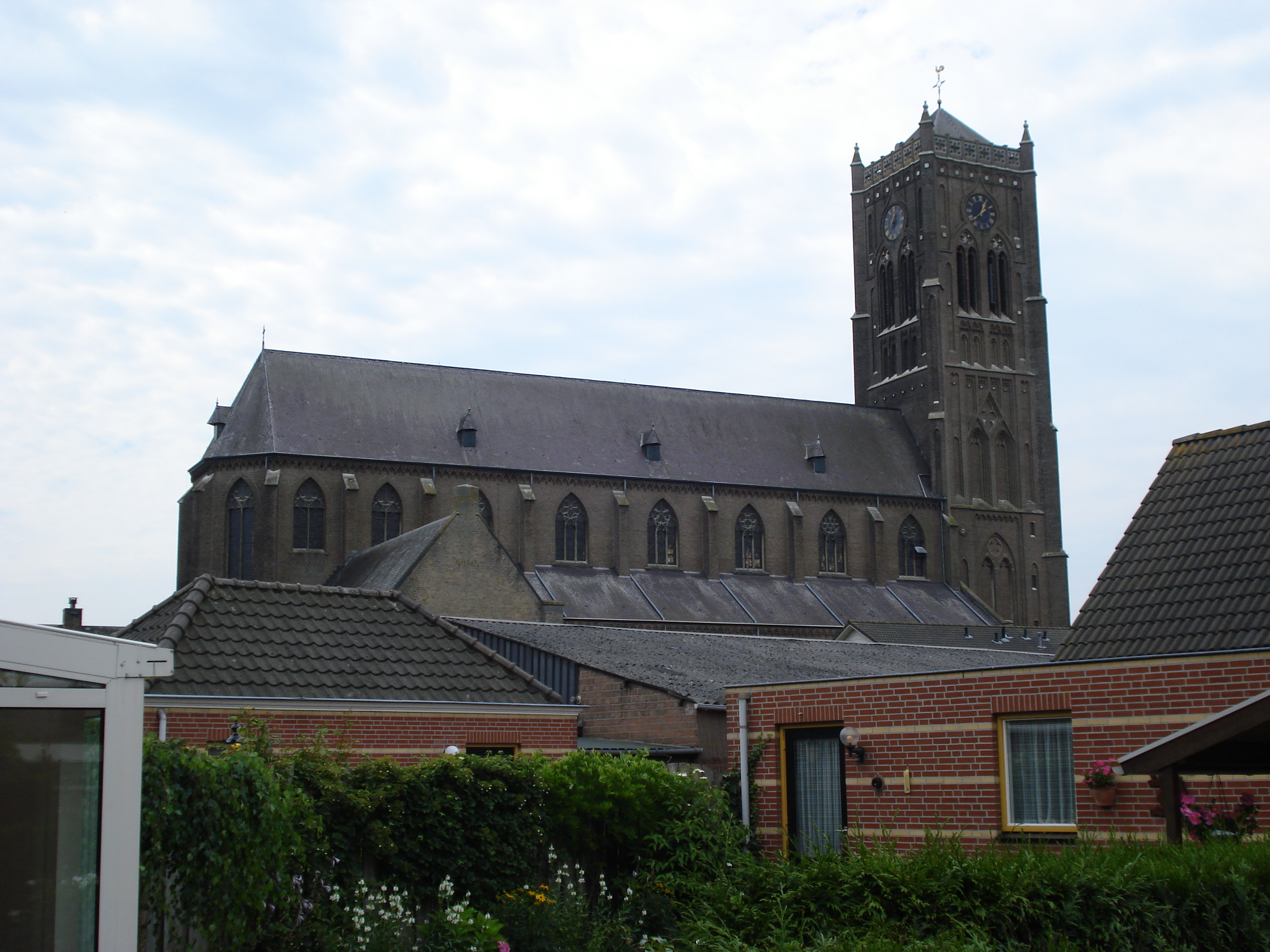
Sint-Willebrorduskerk

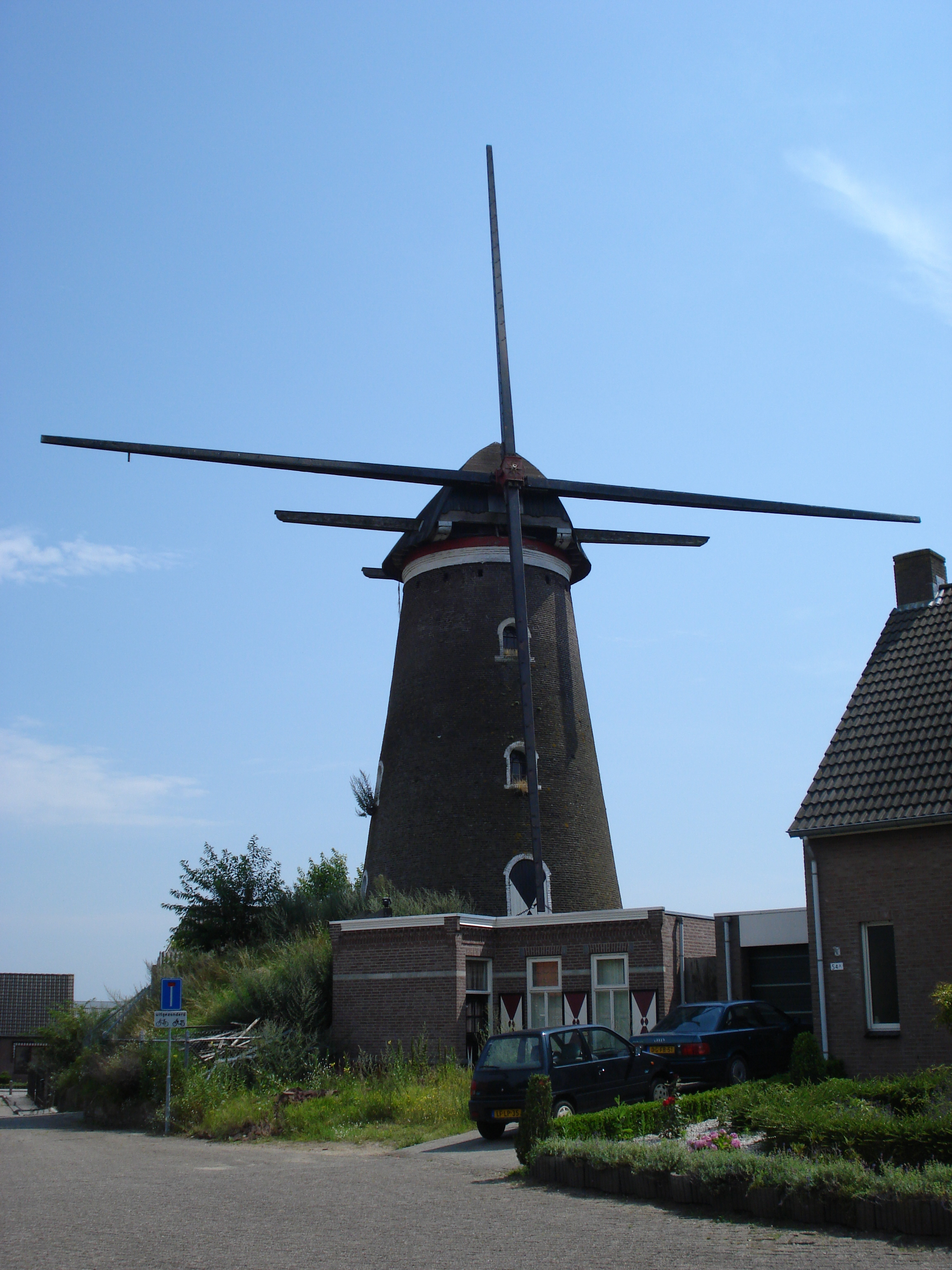
Beltmolen De Korenbloem

Mill is een dorp in de gemeente Land van Cuijk, in de provincie Noord-Brabant, in de gelijknamige streek Land van Cuijk. Op 1 januari 2023 telde het dorp 6.330 inwoners, verdeeld over 2.743 woningen, met een gemiddelde WOZ-waarde van € 361.000, op een oppervlakte van 21,39 km².
Tot 1 januari 2022 behoorde Mill tot de gemeente Mill en Sint Hubert, om vervolgens per 1 januari 2022 deel uit te maken van de nieuw gevormde gemeente Land van Cuijk. Via een volksraadpleging liet 71% van de kiezers weten vóór herindeling te zijn. Het dorp ligt centraal tussen Uden en Cuijk. Het gemeentehuis van Mill en Sint Hubert was in Mill gevestigd. Mill is bekend van de Slag bij Mill en het Kasteel Aldendriel.

## De naam Mill
Het verklaren van een plaatsnaam is vaak niet eenvoudig. Met betrekking tot de naam Mill hebben al velen een poging gewaagd. Ze zijn tot verschillende conclusies gekomen. De plaatsnaam komt het eerst voor in 1166 als Millen, en wordt dan ook wel als Mylle geschreven. Over wat deze naam betekent bestaat absoluut geen zekerheid:
- De naam zou afgeleid kunnen zijn van het Latijnse Molendinum, wat molen betekent. Hierbij stelt men zich dan voor, dat hier aan de rand van de moerassige Peel, op de hogere zandgrond reeds in een zeer vroeg tijdperk een molen heeft gestaan, waar de boeren uit de omgeving hun granen konden laten malen. De nederzetting zal echter wel ouder geweest zijn dan de tijd, waarin men begon met het bouwen van molens in deze streek.
- Een andere mening is, dat Mill afgeleid kan zijn van het woord Millarium, latijn voor mijlpaal. Het woord Mill zou dus een zekere grensaanduiding inhouden, en wel de grens met de Peel.
- Een volgende uitleg is, dat de naam Mill afgeleid is van Mijlle, de afstandsmaat de mijl. Men is hiertoe gekomen door de afstand tussen de kerk van Mill en die van Meer te bepalen op een mijl. In de stichtingsakte van de parochie wordt namelijk gesproken van een leucam. Dit is een Gallische mijl.
- Sommigen opperen dat de naam is afgeleid van Millihaim, wat dan zou betekenen: het heem (woonplaats) van de afstammelingen van Millo.

Voor een goede verklaring zou interdisciplinair onderzoek en een taalkundige vergelijking met plaatsnamen als Milheeze en Meijel moeten worden gedaan.

## Geschiedenis
Uit archeologisch onderzoek is gebleken dat het gebied al in de prehistorie bewoond was. Op basis van grafvondsten uit de Romeinse tijd met zowel Romeinse als inheemse grafgiften moet er in de Romeinse tijd een redelijke bewoning zijn geweest, ten westen van de huidige dorpskern. Daarna kent het gebied van de gemeente Mill tot ongeveer het jaar duizend een spaarzame bewoning. Gevonden zijn enkele restanten van ontginningsboerderijen. In de 11e en 12e eeuw gingen de mensen ertoe over zich te vestigen op de westelijke hoge rug van het Land van Cuijk in de buurt van enkele beekjes. Ook de heren van Cuijk moeten in dit gebied nogal wat bezittingen hebben gehad. Zij waren in ieder geval nauw betrokken bij de stichting van de abdij Mariënweerd. Mill ontwikkelde zich in de loop van de 14e eeuw tot een zelfstandig dorp met een eigen schepenbank. Het zegel van de schepenbank vertoonde de afbeelding van Sint Willibrord de apostel van Brabant. Deze afbeelding is nog steeds te vinden in het gemeentewapen.
Een belangrijke gebeurtenis in de recente geschiedenis van Mill vormt de Slag bij Mill, die plaatsvond van 10 mei op 11 mei 1940 en waarbij de nabijgelegen Peel-Raamstelling door de Duitse troepen werd doorbroken. Tijdens de slag brachten de Duitse aanvallers van de 256e Infanterie Divisie drie regimenten en een batterij artillerie in het veld tegen drie bataljons Nederlandse verdedigers die door twaalf oude kanonnen werden ondersteund. Bovendien hadden de Nederlanders aan de westzijde van het defensiekanaal een kazemattenlinie aangelegd. In de vroege ochtend van 10 mei 1940 - de oorlog was slechts 30 minuten oud - reed een Duitse pantsertrein, vergezeld door een troepentrein met een bataljon infanterie aan boord - dwars door de onvoorbereide verdediging en werden de troepen bij de halte Zeeland uitgeladen. Daarmee was de Slag bij Mill een feit geworden. Het lukte de Duitsers echter niet om de toen in de rug aangevallen Nederlandse verdediging te verrassen. Het Duitse bataljon werd geïsoleerd en speelde nadien geen rol van betekenis meer tijdens de slag. In de avond van 10 mei 1940 zette een zwaar Duitse luchtbombardement op de Nederlandse stellingen de toon voor de rest van de slag. Twee Duitse regimenten slaagden er tijdens langdurige gevechten in het donker in ten slotte de verdediging te breken. Lokale gevechten ten noorden van Mill gingen nog door tot de vroege ochtend van 11 mei. Aan Nederlandse kant sneuvelden slechts dertig militairen. Aan Duitse kant was de tol aanzienlijk hoger geweest. Rond de honderd Duitse militairen kwamen om, ongeveer een drievoud daarvan was gewond geraakt. Van de verdedigingswerken langs het defensiekanaal zijn nog diverse kazematten van toen zichtbaar in het hedendaagse landschap.

### Kerkelijke geschiedenis
In 1128 bezat de Norbertijnerabdij van Mariënweerd te Beesd reeds goederen in de omgeving van Mill, en later nam het aantal bezittingen aldaar nog toe. In 1323 verkreeg deze abdij het patronaatsrecht van Jan Boc de Meere, heer van Boxmeer. De kerk van Mill was toen afhankelijk van de parochiekerk van Boxmeer, maar in 1326 werd Mill een zelfstandige parochie. Deze is altijd aan de Heilige Willibrordus gewijd geweest.
Op hun beurt splitsten de parochies van Wanroij (1559), Sint Hubert (1796) en Wilbertoord (1962) zich van Mill af.
De kerk van Mill is diverse malen verwoest, en na 1648 werd ze genaast door de hervormden, waarna de katholieken een schuurkerk moesten gebruiken. In 1820 kregen zij hun kerk weer terug. Deze was echter vervallen en werd gesloopt. Er werd een nieuwe kerk gebouwd die echter eveneens verviel en in 1879 werd afgebroken. In 1877 begon men met de bouw van de nieuwe, huidige, kerk en deze werd ingewijd in 1881.

## Bezienswaardigheden
Mill was het grootste dorp en de hoofdplaats van de voormalige gemeente Mill en Sint Hubert. Het centrum van de plaats bestaat uit enkele dorpsstraten waaromheen zich in de loop van de 20e eeuw woonwijken hebben gevormd in diverse voor- en naoorlogse karakteristieke bouwstijlen, alsmede een in 1997 verbouwd en in 2012 modern uitgebreid gemeentehuis. Mill heeft een aantal bezienswaardigheden die zich, op de kerk na, buiten het centrum bevinden.
- Heilige Sint-Willibrorduskerk, waarvan de bouw begonnen werd in 1877 en die ingewijd werd in 1881. In 1939 werden nog twee zijvleugels toegevoegd. Ondanks de armoede van de bevolking verrees hier een zeer groot kerkgebouw.
- Kasteel Aldendriel
- Kasteel Tongelaar
- Beltmolen De Korenbloem, een korenmolen die na een lange periode van stilstand weer draait sinds 2015.
- De Kapel Maria ten Hove aan de Kapelweg, fraai gelegen te midden van bossen. Waarschijnlijk is op deze plaats in 1160 al een kapel gesticht door de Abdij van Mariënweerd. Het huidige bouwwerk is een van oorsprong gotische kapel die stamt uit de 15e eeuw. Na 1648 werd ze genaast door de Staatsen en werd ze verwaarloosd. In 1672 was ze buiten gebruik en ze verviel tot een ruïne. In 1715 heeft men nog getracht het gebouw voor de protestantse eredienst te benutten, nadat van de oorspronkelijke parochiekerk het dak was ingestort. Aangezien het gebouw in gebruik was als Maria-bedevaartsoord werd het op nogal heftige wijze verdedigd door zogeheten afgodische wijven. Pas met behulp van een convoij van al de Rigterbodens van 't geheele Land van Cuijk, elk voorsien met een snaphaan kon de kapel van haar paapsche elementen worden ontdaan en als hervormd kerkje in gebruik worden genomen. De kapelruïne heeft tijdens de Slag bij Mill ook nog in het schootsveld gestaan. In 1975 werd de bouwval door de gemeente overgenomen en van 1977-1980 gerestaureerd. Sinds 1982 is ze in gebruik als trouwlocatie.
- Overblijfselen van de Peel-Raamstelling, langs het Defensiekanaal ten westen van het dorp. Hier vindt men nog de kazematten. Een enkele is in de originele staat teruggebracht. Voorts vindt men nog een reconstructie van een deel van het spoor van het Duits Lijntje, dat een belangrijke rol in de Slag bij Mill speelde. Een rondwandeling is uitgezet langs deze zaken terwijl ook een fietsroute is uitgestippeld die langs de Peel-Raamstelling voert.
- De basisschool aan de Pastoor Maasstraat, gebouwd in 1963. Een voorbeeld van wederopbouwarchitectuur. Deze school is inmiddels gesloopt.
- Boerderij aan de Langenboomseweg 85. Vroeg werk van architect  Jos. Bedaux 1910-1989.

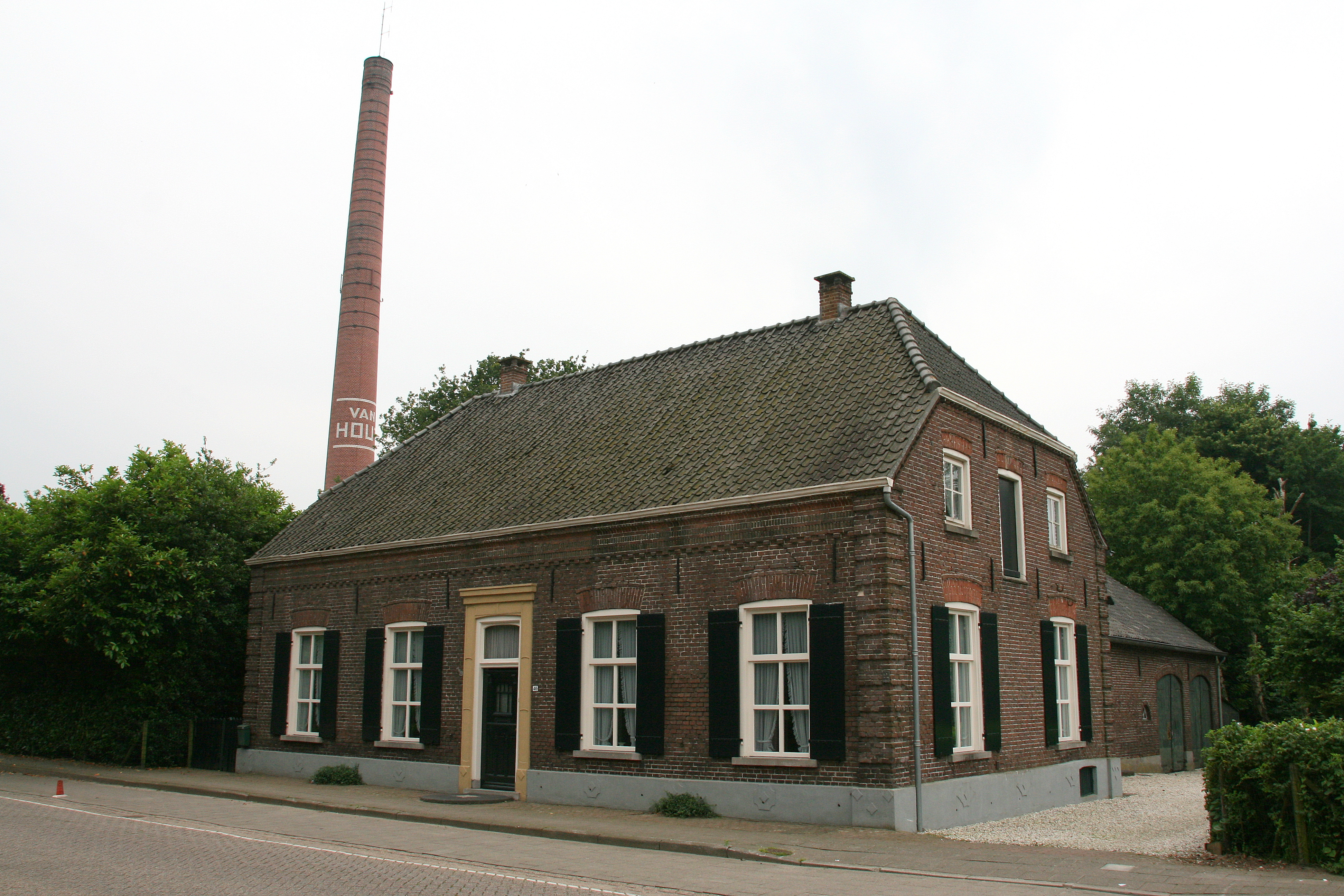
Molenaarshuis met op de achtergrond de schoorsteen van Van Hout.

## Economie
De fabriek van Van Hout begon in 1908 als een klompenmakerij. In 1913 werd een boomzagerij geopend en in 1918 kwam er een houtwolfabriek. Daarna vonden er nog diverse uitbreidingen plaats. Op 10 mei 1940 werd ze verwoest en in december 1940 werd de eerste steen voor de nieuwe fabriek gelegd. Het bedrijf ontwikkelde zich tot een indrukwekkend complex, waar zowel planken en balken als fineer, houtplaat en triplex werd geproduceerd. Later is het bedrijf Mill Wood gaan heten en in 2003 werden de productieactiviteiten te Mill gestaakt en overgebracht naar de tropische landen en Oost-Europa. Wat bleef zijn enkele opvallende rood bakstenen fabrieksgebouwen en een zeer hoge (bakstenen) schoorsteen. De rest van de gebouwen werd gesloopt. Op de schoorsteen staat met grote letters 'Van Hout', in Mill daarom 'De Leugenaar' genoemd. Ze is immers niet van hout, maar van steen.

## Verkeer en vervoer
Mill is per bus bereikbaar met de lijnen 91 (Uden - Cuijk) en 92 (Grave - Cuijk). Vroeger was Mill via het Duits Lijntje ook per spoor bereikbaar.
Via de weg is Mill bereikbaar via de N264.

## Natuur en landschap
- Ten westen van Mill ligt een afwisselend gebied met gemengd bos, loofbos, landbouwgrond en het Defensiekanaal. Hier bevindt zich ook de kapel.
- Tussen Mill en Langenboom ligt het natuur- en recreatiegebied De Kuilen, met fraaie plassen en uitgestrekt bosgebied. Aan de noordzijde van de grootste plas is een door een drijflijn afgezet zwemgedeelte met zandstrandje, strand De Kuilen. In het natuurgebied lopen en grazen veel Schotse Hooglanders.
- Ten zuiden van Mill ligt het natuurgebied Molenheide, eigendom van de Vereniging Natuurmonumenten en vrij toegankelijk.

## Sociaal en verenigingsleven
Mill beschikt over drie supermarkten, twee sportzalen, een bibliotheek en een verzorgings- en verpleeghuis. Op het Marktplein is parkeergelegenheid. Wekelijks vindt hier op woensdagmorgen de groente- en warenmarkt plaats.
Mill kent een aantal evenementen, zoals de Jaarmarkt die ieder jaar rond augustus gehouden wordt in het centrum van Mill. Verder zijn er de kleine kermis midden september, het Parkfeest dat georganiseerd wordt door het Feest- en Showorkest Toeternietoe, en Kuulenpop in het gebied tussen Langenboom en Mill. Eind juni is er het festival Mill at the park in het Aldendrielpark en op 1 januari is er de nieuwjaarsduik in de Kuulen.   
Mill kent een veelzijdig verenigingsleven, het dorp heeft meer dan vijftig verenigingen waaronder een aantal sportverenigingen zoals handbalvereniging MHV '81, voetbalclub Juliana Mill, hockeyclub HC Mill, korfbalvereniging Miko'76 en Volleybalvereniging Vamos, die samen is met Langenboom.

## Bevolkingsontwikkeling
| Jaar* | Aantal inwoners |
| ----- | --------------- |
| 1995  | 6.130           |
| 1997  | 6.160           |
| 1999  | 6.160           |
| 2000  | 6.200           |
| 2001  | 6.160           |
| 2002  | 6.140           |
| 2003  | 6.110           |
| 2004  | 6.060           |
| 2005  | 6.030           |
| 2006  | 6.040           |
| 2007  | 6.040           |
| 2008  | 6.040           |
| 2009  | 6.060           |
| 2010  | 6.050           |
| 2011  | 6.090           |
| 2012  | 6.050           |
| 2013  | 6.071           |
| 2014  | 6.043           |
| 2015  | 6.056           |
| 2016  | 6.067           |
| 2017  | 6.119           |
| 2018  | 6.129           |
| 2019  | 6.130           |
| 2020  | 6.175           |
| 2021  | 6.210           |
| 2022  | 6.290           |
| 2023  | 6.330           |

* Het aantal inwoners op 1 januari. De cijfers zijn tot en met het jaar 2009 aselect afgerond op tientallen. Vanaf het jaar 2010 t/m 2012 zijn ze aselect afgerond op vijftallen. Vanaf 2013 zijn de cijfers niet afgerond.

## Verenigingen
| Sport     | Faciliteiten                    | Vereniging/aanbieder  |
| --------- | ------------------------------- | --------------------- |
| Tennis    | 8 kunstgrasbanen                | T.C. Topio            |
| Tennis    | 1 minibaan                      | T.C. Topio            |
| Vissen    | Visvijver de Bus                | HSV Het Kanaal        |
| Biljarten | Cultureel Centrum "Myllesweerd" | BC De Vrijbuiters     |
| Biljarten | Wijkaccommodatie "De Wester"    | BC De Wester          |
| Fitness   | Fitnesscentrum                  | Fitland (commercieel) |
| Padel     | 4 padelbanen (indoor)           | Fitland (commercieel) |
| Squash    | 1 squashbaan                    | Fitland (commercieel) |
| Zwemmen   | Binnenzwembad                   | Fitland (commercieel) |

Mill kent een grote verscheidenheid aan verenigingen. Onderstaand een lijst met alle verenigingen uit Mill.
- Automobielclub AC
- Badmintonclub Mill
- Biljartclub 't Lagertje
- Biljartclub De Wester Mill (ook wel Westerstorm, Westerplus, Westerlingen, Wester Boys)
- Biljartclub De Vrijbuiters
- Biljartvereniging Carambole '83 (opgericht in 1983)
- Bowlingvereniging Erica Mill (opgericht in 1980)
- Bridgeclub Mill
- Dames korfbalvereniging Miko '76 (opgericht in 1976)
- Duikvereniging Sea Devils, Mill
- Gymnastiekclub Vrouwen in Beweging
- Handbalvereniging MHV '81 (opgericht in 1981)
- Hengelsportvereniging HSV Het Kanaal (opgericht in 1947)
- Hockeyclub H.C.M. Mill (opgericht in 1967)
- Politiehondenvereniging De Trouwe Hulp (opgericht in 1959)
- Motorclub Erica (opgericht in 1971)
- MotorSportClub Aldendriel Mill (MSC Mill)
- Motorsportvereniging CCM De Zandhazen (opgericht in 1971)
- Ontspanningsclub dames 50+
- Reactie-sportvereniging Hart in Actie voor mensen met diabetes en/of een hartkwaal (opgericht in 1995)
- Rijvereniging en ponyclub P.C. & L.R. De Vrije Stap Mill (opgericht in 1999)
- Scherpschuttersvereniging Mill (opgericht in 1965)
- Scouting Mill (opgericht in 1947)
- Stichting Strik Racing (opgericht in 2020)
- Tafeltennisclub Mitac (Millse tafeltennisclub, opgericht in 1954)
- Tennisclub Topio (opgericht in 1939)
- Voetbalvereniging R.K.S.V. Juliana (opgericht in 1919)
- Volleybalvereniging Vamos Mill/Langenboom
- Wandelsportvereniging Amicitia (opgericht in 1959)
- Wielerclub Mill (opgericht in 1965)

## Geboren in Mill
- Kees Bastiaans (1909-1986), kunstschilder
- Jan van Boxtel (1936-2015), voetballer, wielrenner
- Henk van Kessel (1946) wereldkampioen 50cc-wegraces 1974
- Jan Hendriks (1949), gitarist (Doe Maar)
- Carel Copier (1952-2024), drummer (Doe Maar)
- John van Geenen (1964), voetballer
- Jan van der Meer (1965), ex-politicus
- Reinout Oerlemans (1971), acteur, regisseur, filmproducent
- Janneke van Tienen (1979), volleybalster
- Lisan van Hulten (1996), handbalster
- Eef Kerkhof (2001), voetbalster

## Nabijgelegen kernen
Sint Hubert, Wanroij, Wilbertoord, Odiliapeel, Langenboom, Beers, Gassel, Haps.